# 올버니 공녀 앨리스
올버니 공녀 앨리스 VA GCVO GBE (영어: Princess Alice, Countess of Athlone; 앨리스 메리 빅토리아 아우구스타 파울린, 1883년 2월 25일 ~ 1981년 1월 3일)은 영국의 왕가의 일원이었다. 빅토리아 여왕의 마지막 손녀이며, 영국 왕실의 혈통을 이어받은 영국 공주 중 가장 오래 살았다. 앨리스 공주는 1940년부터 1946년까지 리도 홀의 성주를 지냈고, 그녀의 남편 애슬론 경은 캐나다의 총독을 지냈다.

## 같이 보기
- 파이프 공작부인 프린세스 로열 루이즈